# میلوت راشیتسا
میلوت راشیتسا (صربی: Milot Rashica؛ زادهٔ ۲۸ ژوئن ۱۹۹۶) یک بازیکن فوتبال اهل کوزوو است که در پست هافبک هجومی برای گالاتاسرای در سوپر لیگ فوتبال ترکیه به طور قرضی از نورویچ سیتی و همچنین تیم ملی فوتبال کوزوو بازی می‌کند. وی در فصل ۱۴–۲۰۱۳ موفق شد به همراه تیم ووشتری کوزوو، قهرمان سوپر لیگ کوزوو شود.
وی همچنین سابقهٔ بازی در تیم ملی فوتبال آلبانی را دارد.